# Тагева (волость)
Та́гева (ест. Taheva vald) — колишня волость в Естонії, до адміністративної реформи 2017 року одиниця самоврядування в повіті Валґамаа.

## Географічні дані
Площа волості — 204,7 км2, чисельність населення на 1 січня 2017 року становила 710 осіб.

## Населені пункти
Адміністративний центр — село Лаанеметса.
На території волості розташовувалися 13 сіл (küla):
Гарґла (Hargla), Каллікюла (Kalliküla), Койва (Koiva), Койккюла (Koikküla), Коркуна (Korkuna), Лаанеметса (Laanemetsa), Лепа (Lepa), Лутсу (Lutsu), Рінґісте (Ringiste), Сооблазе (Sooblase), Тагева (Taheva), Тирвазе (Tõrvase), Тсірґумяе (Tsirgumäe).

## Природа
Ліс укривав 67% території волості.
Частину території волості займали 6 озер, найбільшим з яких було озеро Агеру.

## Історія
30 липня 1992 року Тагеваська сільська рада була перетворена у волость зі статусом самоврядування.